# وتدي السداة
وَتَدِيُّ السَدَاة (الاسم العلمي: Sphenostemon)، هو جنس من الأشجار الصغيرة أو الجنبات دائمة الخضرة موطنها غينيا الجديدة وكوينزلاند (أستراليا) وكاليدونيا الجديدة. أوراقها متقابلة أو لولبية، وفي معظم الحالات تكون صغيرة. زهورها صغيرة، التي تُحمل في النورات الطرفية، لها كؤوس وبتلات حرة (أي غير ملتصقة). السداة سميكة الخيوط. ثمرتها لبية، سمينة وتحتوي على بذرتين. يوصف الجنس بأنه «غير معروف بشكل تفصيلي».

## التصنيف
في نظام APG III لعام 2009، وضع الجنس في فصيلة شبه مخفيات، إلى جانب شبه مخفي وكوينتينية. وضعهُ نظام APG II الأقدم في فصيله منفرده وهي وتديات السداة (Sphenostemonaceae)